# Хитряков, Игорь Юрьевич
Игорь Юрьевич Хитряков (род. 15 июля 1965) — советский казахстанский легкоатлет, специалист по барьерному бегу. Выступал на всесоюзном уровне в 1986—1992 годах, обладатель бронзовой медали чемпионата СССР, многократный победитель и призёр первенств всесоюзного значения, действующий рекордсмен Казахстана в беге на 110 метров с барьерами. Представлял Алма-Ату и Вооружённые силы.

## Биография
Игорь Хитряков родился 15 июля 1965 года. Занимался лёгкой атлетикой в Алма-Ате, выступал за Казахскую ССР и Советскую Армию.
Впервые заявил о себе в сезоне 1986 года, когда в беге на 110 метров с барьерами одержал победу на домашних соревнованиях в Алма-Ате, показав результат 13,5. В той же дисциплине стартовал на IX летней Спартакиаде народов СССР в Ташкенте, но попасть здесь в число призёров не смог.
В 1987 году в 110-метровом барьерном беге стал серебряным призёром на всесоюзных соревнованиях в Челябинске (13,5), превзошёл всех соперников в Новосибирске (13,7).
В 1988 году получил серебро на всесоюзном старте в Сочи (13,90), был лучшим в Челябинске (13,6) и Одессе (13,67). На чемпионате СССР в Таллине завоевал бронзовую награду и установил ныне действующий рекорд Казахстана в беге на 110 метров с барьерами — 13,49, уступив на финише только Владимиру Шишкину и Сергею Усову.
В июне 1990 года отметился победой на всесоюзных соревнованиях в Москве (13,62).
В июне 1991 года выиграл бронзовую медаль на всесоюзных соревнованиях в Риге (13,83).
В январе 1992 года на турнире в Караганде показал лучший результат в истории Казахстана в беге на 60 метров с барьерами в помещении — 7,5 (рекорд не ратифицирован Федерацией лёгкой атлетики Республики Казахстан).